# Antíoco Híerax
Antíoco Híerax (ou Hierace; em grego:  Αντίοχος Ιέραξ; ? — 226 a.C.) foi um governante selêucida do século III a.C., filho de Antíoco II Teos e Berenice, a sua segunda esposa [carece de fontes?] ou, segundo Eusébio de Cesareia, filho de Antíoco II Teos e Laódice I, filha de Aqueu.

## Família
Seu pai era filho de Antíoco I Sóter e Estratonice, filha de Demétrio. Segundo Eusébio, sua mãe Laódice era filha de Aqueu, que outras fontes dão como filho de Seleuco I Nicátor, fundador da dinastia selêucida e pai de Antíoco I Sóter.
Deve a sua alcunha ("falcão") ao seu caráter ambicioso. À morte do seu pai em 246 a.C., o reino selêucida passou ao seu irmão Seleuco II Calínico, que mandou matar a Berenice, e aos seus filhos, exceto ao próprio Híerax. Seleuco entregou-lhe o governo do norte de Anatólia, a pedido da sua mãe Laódice I, mas pronto começou a agir como um soberano independente, enquanto o rei selêucida se via envolvido na Segunda Guerra Síria contra Ptolemeu II.
Uma vez conseguida a paz, Seleuco II visou a recuperar os territórios governados por Híerax, pelo qual estourou a chamada Guerra dos Irmãos (241-235 a.C.). Esta guerra fratricida degenerou num conflito mais amplo, porque implicou aos gálatas e a Mitrídates I do Ponto, que apoiaram a Híerax. Em 235 a.C, Seleuco II foi derrotado e abandonou a Ásia Menor. Contudo, então entrou em cena Átalo I de Pérgamo, que se liberou da vassalagem gálata e atacou-lhes, o mesmo que a Antíoco Híerax. Entre 230 e 228 a.C., Híerax foi derrotado três vezes e foi expulso de Anatólia.
Então dirigiu-se para o Alto Eufrates com a intenção de criar um novo reino, aproveitando que Seleuco II estava lutando contra os partos, mas este abandonou a Pártia e derrotou-o, morrendo pouco depois.